# Epizeuxis cobeta
Epizeuxis cobeta är en fjärilsart som beskrevs av Barnes 1908. Epizeuxis cobeta ingår i släktet Epizeuxis och familjen nattflyn. Inga underarter finns listade i Catalogue of Life.